# ハルゼミ
ハルゼミ（春蝉、春蟬、学名: Yezoterpnosia vacua）は、カメムシ目（半翅目）・セミ科に分類されるセミの一種。日本と中国各地のマツ林に生息する小型のセミで、和名通り春に成虫が発生する。晩春や初夏を表す季語「松蝉」（まつぜみ）はハルゼミを指す。

## 特徴
成虫の体長はオス28-32mm、メス23-25mmで、ヒグラシを小さく、黒くしたような外見である。オスの方が腹部が長い分メスより大きい。翅は透明だが、体はほぼ全身が黒色-黒褐色をしている。
日本列島では本州（主に関東以西）・四国・九州、日本以外では中国にも分布する。
ある程度の規模があるマツ林に生息するが、マツ林の外に出ることは少なく、生息域は局所的である。市街地にはまず出現しないが、周囲の山林で見られる場合がある。
日本では、セミの多くは夏に成虫が現れるが、ハルゼミは和名のとおり4月末から6月にかけて発生する。オスの鳴き声は他のセミに比べるとゆっくりしている。人によって表現は異なり「ジーッ・ジーッ…」「ゲーキョ・ゲーキョ…」「ムゼー・ムゼー…」などと聞きなしされる。鳴き声はわりと大きいが生息地に入らないと聞くことができない。黒い小型のセミで高木の梢に多いため、発見も難しい。
日本ではマツクイムシによるマツ林の減少、さらにマツクイムシ防除の農薬散布も追い討ちをかけ、ハルゼミの生息地は各地で減少している。各自治体レベルでの絶滅危惧種指定が多い。

## 日本産近縁種
- ハルゼミ属 Yezoterpnosia
  - ハルゼミ Y. vacua (Olivier, 1790)
  - エゾハルゼミ Y. nigricosta (Motschulsky, 1866)
- ヒメハルゼミ属 Euterpnosia
  - ヒメハルゼミ E. chibensis Matsumura, 1917
    - （亜種）ヒメハルゼミ E. c. chibensis Matsumura, 1917
    - （亜種）ダイトウヒメハルゼミ E. c. daitoensis Matsumura, 1917

  - オキナワヒメハルゼミ E. okinawana Ishihara, 1968
  - イワサキヒメハルゼミ E. iwasakii (Matsumura, 1913)